# Fonds-des-Nègres
Fonds-des-Nègres (Fondènèg en créole haïtien) est une commune d'Haïti; située dans le département des Nippes et dans l'arrondissement de Miragoâne.
L'endroit qui est généralement appelé Plateau de Fonds-des-nègres a initialement été connu par un large public surtout livresque grâce au livre Fonds-des-Nègres de Marie Vieux-Chauvet.
Il est un endroit assez fréquenté dans la région du Sud car il comporte le troisième plus grand marché agricole du pays. Il est à proximité d'un site touristique extraordinaire appelé Saint Grégoire utilisé surtout pour ses vertus dits thérapeutiques et mystiques car beaucoup de pèlerins fréquentent cet endroit qui est en réalité une grotte.

## Géographie
Fonds-des-Nègres est depuis 2003, à la faveur de la création du département des Nippes, la réunion de plusieurs communes. Son territoire est formé de zones qui appartenaient aux communes de Miragoâne (ville et pemerle) et à la commune de l'Anse à Veau (Bouzi et Cocoyers-Duchêne).
La commune est à peine en train de construire sa ville à partir de l'ancien bourg appelé Morne Brice, récemment des rues sont nommées et de nouvelles routes sont construites.
Fonds-des-Nègres est situé à quelques kilomètres d'une autre commune encore plus jeune créée en 2015, dépendant du département du Sud appelée Fonds-des-Blancs.

## Démographie
La commune est peuplée de 30 387 habitants(recensement par estimation de 2009).

## Histoire

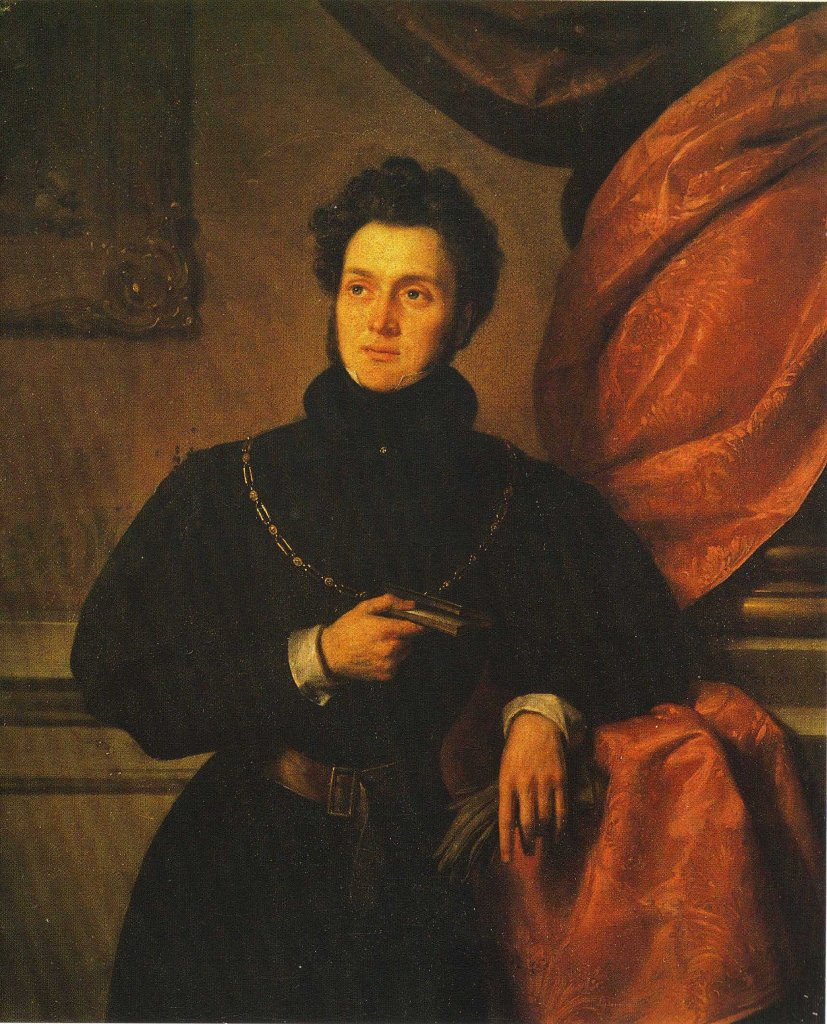
Le diplomate Didier Petit de Meurville, natif de la commune.

La commune a été fondée à l'initiative de Bretrand d'Ogeron en 1673 par des flibustiers et des boucaniers de la Tortue pour y implanter des cultures de tabac et de cannes à sucre .
Au milieu du XVIIIe siècle, elle était principalement peuplée d'esclaves. Lors d'un recensement de 1749, sur ses 5 150 habitants, 200 était blancs, 450 affranchis et 4 500 esclaves.
A cette période, Fond-des-Nègres n'est qu'un petit bourg entouré de plantations qui « rivalisaient entre elles de richesses et de prospérité » . Elle fait partie du district d'Aquin.
Entre le 3 et le 9 juin 1770, comme une partie d'Haïti, la commune subit un tremblement de terre.
La commune de Fond-des-Nègres comporte plusieurs paroisses : celle de Pemerle est dédiée à saint Joseph, celle de Bouzi est dédiée à sainte Catherine, celle de la ville de Fonds-des-Nègres est fondée avant 1712, par des Carmes, et consacrée à Notre-Dame du Mont Carmel. L'église paroissiale est déplacée en 1732 de Chapelle Marie vers le centre de Fond-des-Nègres.
Elle a été cartographiée au moins à partir de 1780.

## Administration
La commune est composée des sections communales de :
- Bouzi (dont le quartier « Bouzi »)
- Fonds-des-Nègres (ou Morne Brice)
- Pemerle
- Cocoyers-Duchêne

## Personnalités
- Djeffson Athis (1987-), entrepreneur haïtien chef d'entreprises aux États-Unis, est né à Fonds-des-Nègres.